# 耶穌賜予聖彼得鎖鑰
《耶穌賜予聖彼得鎖鑰》(Jésus donnant les clefs à saint Pierre)是由法國新古典主義画家安格爾繪製的，使用的媒材是油畫與帆布。該畫尺寸為280cm x 217cm。目前收藏於蒙托邦的安格爾美術館。

## 簡介
安格爾是來自法國的新古典主義的畫家，善於宗教和古典的主題，所描繪的是理想的人體，重視線條的效果。這幅畫是羅馬的Trinità dei Monti經由法國大使所委託創作；為了修復當時破損的教堂，這幅畫被用做聖壇畫。
安格爾參考了兩幅畫作：拉斐爾的《耶穌對彼得的囑咐》和普桑的《授聖職聖事》。但最大的不同是，他為聖三一教堂的祭壇畫繪製了這幅畫，而其他人並沒有將其用於此用途。

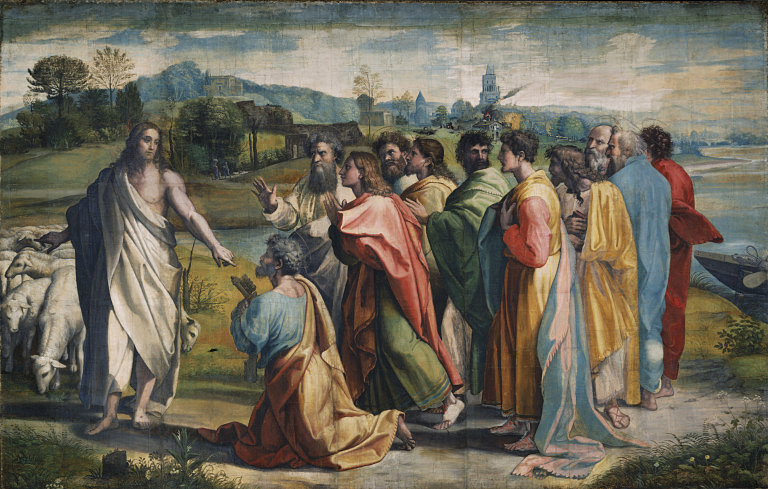
耶斯對彼得的囑託(Christ's Charge to Peter)

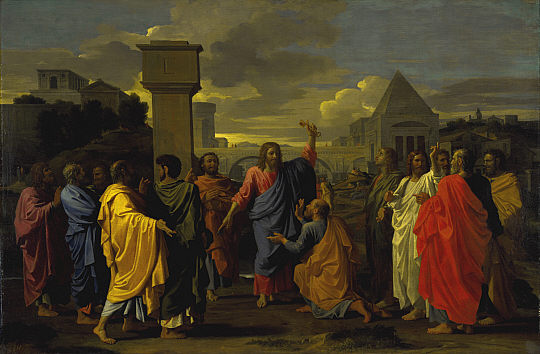
授聖職聖事(Sacrament of Ordination)

基督面朝前方，指向天空。彼得跪在他的腳邊，緊緊抱住鑰匙。六個弟子站在其中。陰影中的猶大幾乎看不見。與所參考的兩幅畫作不同，這幅作品的構圖略顯突出。安格爾將兩個場景結合在一起：耶穌詢問「我是誰」和耶穌任命彼得為地球上的代表。
原先安格爾的畫受到各種批評，不過在將此畫送去沙龍展示後，安格爾扭轉了不良評價。並沿用繪畫這幅畫的畫法來繪製《路易十三世的宣誓》，獲得了名聲與成功，後續也成為新古典主義的領導者。

## 描述
主題出自《新約》(馬太16:13-19)，結合了兩個場景，分別是耶穌詢問門徒「人子是誰」，以及在彼得承認耶穌是基督、永生神的兒子之後，耶穌賜予彼得天國的鎖鑰。耶穌看向天空，右手也指著天，代表祂的權柄來自天堂。左手指向彼得，表示來自天堂的權柄，通過耶穌這位中保，引導向彼得，這也是教宗制的宣稱。彼得懷中的兩把鑰匙，分別代表天堂和俗世，前者被包裹著布料的手謹慎抱住，另一把則被緊緊握住指向耶穌。
指向天空的右手穿透了畫作的對角線，對比著耶穌旁的黑暗懸崖，彷彿從地上抵達天堂；能看到陰影處有著人臉，那是作為背叛者的猶大，預示著死亡。在遠方可以看到城市、和杳無人煙的荒野，分別象徵著耶路撒冷和耶穌待了四十天的曠野。
而在畫面的另一邊，有張人臉被裁掉一半，這是因為這幅畫是祭壇畫，因此有著尺寸限制，所以出於折衷，沒有讓門徒全部登場，而是讓最主要的腳色，耶穌、彼得，還有身著紅衣站在一旁作為紀錄者的馬太，這三個人構成畫面的三角，半張臉的門徒暗示著畫面外有著其他人，雖說如此畫面還是顯得有些擁擠。